# 해병대 안전단
해병대 안전단은 대한민국 해병대의 민사 조직으로, 재난안전관리본부와 연계하여 재해재난 상황시 민간인에 대한 지원, 비전투 예방 및 후속조치를 맡는다. 해병대 대령이 단장에 임명된다.

## 역사
2023년 1월 3일에 창설되었다.
2023년 7월, 해병대 채상병 사망 사건으로 해병대원들의 안전을 관할하는 안전단의 무용론이 재기되었다.

## 조직
- 안전관리팀

## 참고
1. ↑  “국민안전 앞장서는 해병대…사령부 직할 '해병대안전단' 창설”. 뉴시스. 2023년 1월 3일. 2023년 5월 25일에 확인함.
2. ↑  “‘해병대 안전단’ 만들어 놓고 무용지물”. 2023년 7월 21일. 2025년 2월 17일에 확인함.